# Lijst van vlinders in Wit-Rusland
Deze lijst van vlinders in Wit-Rusland bevat alle in Wit-Rusland voorkomende dag- en nachtvlinders.

## Dagvlinders

### Hesperiidae
- Carcharodus alceae (Esper, 1780)
- Carcharodus floccifera (Zeller, 1847)
- Carterocephalus palaemon (Pallas, 1771)
- Carterocephalus silvicola (Meigen, 1829)
- Erynnis tages (Linnaeus, 1758)
- Hesperia comma (Linnaeus, 1758)
- Heteropterus morpheus (Pallas, 1771)
- Ochlodes sylvanus (Esper, 1777)
- Pyrgus alveus (Hubner, 1803)
- Pyrgus malvae (Linnaeus, 1758)
- Thymelicus lineola (Ochsenheimer, 1808)
- Thymelicus sylvestris (Poda, 1761)

### Lycaenidae
- Aricia agestis (Denis & Schiffermuller, 1775)
- Aricia artaxerxes (Fabricius, 1793)
- Aricia eumedon (Esper, 1780)
- Callophrys rubi (Linnaeus, 1758)
- Celastrina argiolus (Linnaeus, 1758)
- Cupido minimus (Fuessly, 1775)
- Cupido argiades (Pallas, 1771)
- Cyaniris semiargus (Rottemburg, 1775)
- Favonius quercus (Linnaeus, 1758)
- Glaucopsyche alexis (Poda, 1761)
- Lycaena alciphron (Rottemburg, 1775)
- Lycaena dispar (Haworth, 1802)
- Lycaena helle (Denis & Schiffermuller, 1775)
- Lycaena hippothoe (Linnaeus, 1761)
- Lycaena phlaeas (Linnaeus, 1761)
- Lycaena tityrus (Poda, 1761)
- Lycaena virgaureae (Linnaeus, 1758)
- Phengaris alcon (Denis & Schiffermuller, 1775)
- Phengaris arion (Linnaeus, 1758)
- Phengaris nausithous (Bergstrasser, 1779)
- Plebejus argus (Linnaeus, 1758)
- Plebejus argyrognomon (Bergstrasser, 1779)
- Plebejus idas (Linnaeus, 1761)
- Plebejus optilete (Knoch, 1781)
- Polyommatus amandus (Schneider, 1792)
- Polyommatus icarus (Rottemburg, 1775)
- Satyrium ilicis (Esper, 1779)
- Satyrium spini (Denis & Schiffermuller, 1775)
- Satyrium w-album (Knoch, 1782)
- Thecla betulae (Linnaeus, 1758)

### Nymphalidae
- Aglais io (Linnaeus, 1758)
- Aglais urticae (Linnaeus, 1758)
- Apatura ilia (Denis & Schiffermuller, 1775)
- Apatura iris (Linnaeus, 1758)
- Aphantopus hyperantus (Linnaeus, 1758)
- Araschnia levana (Linnaeus, 1758)
- Argynnis paphia (Linnaeus, 1758)
- Argynnis laodice (Pallas, 1771)
- Argynnis adippe (Denis & Schiffermuller, 1775)
- Argynnis niobe (Linnaeus, 1758)
- Argynnis aglaja (Linnaeus, 1758)
- Boloria aquilonaris (Stichel, 1908)
- Boloria dia (Linnaeus, 1767)
- Boloria euphrosyne (Linnaeus, 1758)
- Boloria selene (Denis & Schiffermuller, 1775)
- Boloria eunomia (Esper, 1799)
- Brenthis ino (Rottemburg, 1775)
- Coenonympha arcania (Linnaeus, 1761)
- Coenonympha glycerion (Borkhausen, 1788)
- Coenonympha hero (Linnaeus, 1761)
- Coenonympha pamphilus (Linnaeus, 1758)
- Coenonympha tullia (Muller, 1764)
- Erebia ligea (Linnaeus, 1758)
- Erebia medusa (Denis & Schiffermuller, 1775)
- Euphydryas aurinia (Rottemburg, 1775)
- Euphydryas maturna (Linnaeus, 1758)
- Hipparchia semele (Linnaeus, 1758)
- Hyponephele lycaon (Rottemburg, 1775)
- Issoria lathonia (Linnaeus, 1758)
- Lasiommata maera (Linnaeus, 1758)
- Lasiommata megera (Linnaeus, 1767)
- Limenitis camilla (Linnaeus, 1764)
- Limenitis populi (Linnaeus, 1758)
- Lopinga achine (Scopoli, 1763)
- Maniola jurtina (Linnaeus, 1758)
- Melanargia galathea (Linnaeus, 1758)
- Melitaea athalia (Rottemburg, 1775)
- Melitaea aurelia Nickerl, 1850
- Melitaea cinxia (Linnaeus, 1758)
- Melitaea diamina (Lang, 1789)
- Melitaea didyma (Esper, 1778)
- Melitaea phoebe (Denis & Schiffermuller, 1775)
- Nymphalis antiopa (Linnaeus, 1758)
- Nymphalis polychloros (Linnaeus, 1758)
- Oeneis jutta (Hubner, 1806)
- Pararge aegeria (Linnaeus, 1758)
- Polygonia c-album (Linnaeus, 1758)
- Vanessa atalanta (Linnaeus, 1758)
- Vanessa cardui (Linnaeus, 1758)

### Papilionidae
- Papilio machaon Linnaeus, 1758
- Parnassius mnemosyne (Linnaeus, 1758)

### Pieridae
- Anthocharis cardamines (Linnaeus, 1758)
- Aporia crataegi (Linnaeus, 1758)
- Colias croceus (Fourcroy, 1785)
- Colias hyale (Linnaeus, 1758)
- Colias myrmidone (Esper, 1781)
- Colias palaeno (Linnaeus, 1761)
- Gonepteryx rhamni (Linnaeus, 1758)
- Leptidea sinapis (Linnaeus, 1758)
- Pieris brassicae (Linnaeus, 1758)
- Pieris napi (Linnaeus, 1758)
- Pieris rapae (Linnaeus, 1758)
- Pontia edusa (Fabricius, 1777)

## Nachtvlinders

### Adelidae
- Adela croesella (Scopoli, 1763)
- Adela reaumurella (Linnaeus, 1758)
- Nemophora degeerella (Linnaeus, 1758)
- Nemophora dumerilella (Duponchel, 1839)

### Alucitidae
- Alucita hexadactyla Linnaeus, 1758

### Argyresthiidae
- Argyresthia brockeella (Hubner, 1813)
- Argyresthia conjugella Zeller, 1839
- Argyresthia curvella (Linnaeus, 1761)
- Argyresthia goedartella (Linnaeus, 1758)
- Argyresthia pruniella (Clerck, 1759)
- Argyresthia pygmaeella (Denis & Schiffermuller, 1775)
- Argyresthia retinella Zeller, 1839
- Argyresthia semifusca (Haworth, 1828)
- Argyresthia spinosella Stainton, 1849
- Argyresthia glabratella (Zeller, 1847)
- Argyresthia illuminatella Zeller, 1839

### Batrachedridae
- Batrachedra pinicolella (Zeller, 1839)
- Batrachedra praeangusta (Haworth, 1828)

### Bedelliidae
- Bedellia somnulentella (Zeller, 1847)

### Blastobasidae
- Hypatopa binotella (Thunberg, 1794)
- Hypatopa inunctella Zeller, 1839

### Brahmaeidae
- Lemonia dumi (Linnaeus, 1761)

### Bucculatricidae
- Bucculatrix albedinella (Zeller, 1839)
- Bucculatrix artemisiella Herrich-Schaffer, 1855
- Bucculatrix bechsteinella (Bechstein & Scharfenberg, 1805)
- Bucculatrix cidarella (Zeller, 1839)
- Bucculatrix cristatella (Zeller, 1839)
- Bucculatrix demaryella (Duponchel, 1840)
- Bucculatrix frangutella (Goeze, 1783)
- Bucculatrix gnaphaliella (Treitschke, 1833)
- Bucculatrix ratisbonensis Stainton, 1861
- Bucculatrix thoracella (Thunberg, 1794)
- Bucculatrix ulmella Zeller, 1848

### Chimabachidae
- Diurnea fagella (Denis & Schiffermuller, 1775)
- Diurnea lipsiella (Denis & Schiffermuller, 1775)

### Choreutidae
- Anthophila fabriciana (Linnaeus, 1767)
- Choreutis pariana (Clerck, 1759)
- Tebenna bjerkandrella (Thunberg, 1784)

### Cosmopterigidae
- Cosmopterix lienigiella Zeller, 1846
- Cosmopterix orichalcea Stainton, 1861
- Cosmopterix zieglerella (Hubner, 1810)
- Eteobalea anonymella (Riedl, 1965)
- Limnaecia phragmitella Stainton, 1851
- Pancalia leuwenhoekella (Linnaeus, 1761)
- Pancalia schwarzella (Fabricius, 1798)
- Sorhagenia rhamniella (Zeller, 1839)

### Cossidae
- Acossus terebra (Denis & Schiffermuller, 1775)
- Cossus cossus (Linnaeus, 1758)
- Phragmataecia castaneae (Hubner, 1790)
- Zeuzera pyrina (Linnaeus, 1761)

### Crambidae
- Acentria ephemerella (Denis & Schiffermuller, 1775)
- Agriphila aeneociliella (Eversmann, 1844)
- Agriphila latistria (Haworth, 1811)
- Agriphila poliellus (Treitschke, 1832)
- Agrotera nemoralis (Scopoli, 1763)
- Anania luctualis (Hubner, 1793)
- Anania perlucidalis (Hubner, 1809)
- Anania stachydalis (Germar, 1821)
- Atralata albofascialis (Treitschke, 1829)
- Cataclysta lemnata (Linnaeus, 1758)
- Catoptria falsella (Denis & Schiffermuller, 1775)
- Catoptria fulgidella (Hubner, 1813)
- Catoptria lythargyrella (Hubner, 1796)
- Catoptria margaritella (Denis & Schiffermuller, 1775)
- Catoptria permutatellus (Herrich-Schaffer, 1848)
- Catoptria verellus (Zincken, 1817)
- Crambus ericella (Hubner, 1813)
- Crambus heringiellus Herrich-Schaffer, 1848
- Crambus uliginosellus Zeller, 1850
- Cynaeda dentalis (Denis & Schiffermuller, 1775)
- Donacaula forficella (Thunberg, 1794)
- Donacaula mucronella (Denis & Schiffermuller, 1775)
- Ecpyrrhorrhoe rubiginalis (Hubner, 1796)
- Elophila nymphaeata (Linnaeus, 1758)
- Eudonia laetella (Zeller, 1846)
- Eudonia mercurella (Linnaeus, 1758)
- Eudonia murana (Curtis, 1827)
- Eudonia pallida (Curtis, 1827)
- Eudonia truncicolella (Stainton, 1849)
- Eurrhypis pollinalis (Denis & Schiffermuller, 1775)
- Evergestis aenealis (Denis & Schiffermuller, 1775)
- Evergestis extimalis (Scopoli, 1763)
- Evergestis forficalis (Linnaeus, 1758)
- Evergestis frumentalis (Linnaeus, 1761)
- Evergestis pallidata (Hufnagel, 1767)
- Heliothela wulfeniana (Scopoli, 1763)
- Nymphula nitidulata (Hufnagel, 1767)
- Ostrinia palustralis (Hubner, 1796)
- Paracorsia repandalis (Denis & Schiffermuller, 1775)
- Parapoynx stratiotata (Linnaeus, 1758)
- Paratalanta hyalinalis (Hubner, 1796)
- Pediasia luteella (Denis & Schiffermuller, 1775)
- Pleuroptya ruralis (Scopoli, 1763)
- Pyrausta aerealis (Hubner, 1793)
- Pyrausta aurata (Scopoli, 1763)
- Pyrausta ostrinalis (Hubner, 1796)
- Sclerocona acutella (Eversmann, 1842)
- Scoparia ambigualis (Treitschke, 1829)
- Scoparia ancipitella (La Harpe, 1855)
- Scoparia basistrigalis Knaggs, 1866
- Scoparia pyralella (Denis & Schiffermuller, 1775)
- Scoparia subfusca Haworth, 1811
- Titanio normalis (Hubner, 1796)
- Udea accolalis (Zeller, 1867)
- Udea decrepitalis (Herrich-Schaffer, 1848)
- Udea ferrugalis (Hubner, 1796)
- Udea fulvalis (Hubner, 1809)
- Udea hamalis (Thunberg, 1788)
- Uresiphita gilvata (Fabricius, 1794)
- Xanthocrambus saxonellus (Zincken, 1821)

### Douglasiidae
- Klimeschia transversella (Zeller, 1839)
- Tinagma perdicella Zeller, 1839

### Drepanidae
- Achlya flavicornis (Linnaeus, 1758)
- Cilix glaucata (Scopoli, 1763)
- Drepana curvatula (Borkhausen, 1790)
- Drepana falcataria (Linnaeus, 1758)
- Falcaria lacertinaria (Linnaeus, 1758)
- Habrosyne pyritoides (Hufnagel, 1766)
- Ochropacha duplaris (Linnaeus, 1761)
- Polyploca ridens (Fabricius, 1787)
- Sabra harpagula (Esper, 1786)
- Tethea ocularis (Linnaeus, 1767)
- Tethea or (Denis & Schiffermuller, 1775)
- Tetheella fluctuosa (Hubner, 1803)
- Thyatira batis (Linnaeus, 1758)
- Watsonalla cultraria (Fabricius, 1775)

### Elachistidae
- Agonopterix alstromeriana (Clerck, 1759)
- Agonopterix angelicella (Hubner, 1813)
- Agonopterix arenella (Denis & Schiffermuller, 1775)
- Agonopterix ciliella (Stainton, 1849)
- Agonopterix conterminella (Zeller, 1839)
- Agonopterix heracliana (Linnaeus, 1758)
- Agonopterix hypericella (Hubner, 1817)
- Agonopterix kaekeritziana (Linnaeus, 1767)
- Agonopterix laterella (Denis & Schiffermuller, 1775)
- Agonopterix liturosa (Haworth, 1811)
- Agonopterix multiplicella (Erschoff, 1877)
- Agonopterix ocellana (Fabricius, 1775)
- Agonopterix propinquella (Treitschke, 1835)
- Agonopterix purpurea (Haworth, 1811)
- Anchinia daphnella (Denis & Schiffermuller, 1775)
- Blastodacna atra (Haworth, 1828)
- Chrysoclista linneella (Clerck, 1759)
- Depressaria badiella (Hubner, 1796)
- Depressaria chaerophylli Zeller, 1839
- Depressaria daucella (Denis & Schiffermuller, 1775)
- Depressaria depressana (Fabricius, 1775)
- Depressaria emeritella Stainton, 1849
- Depressaria leucocephala Snellen, 1884
- Depressaria olerella Zeller, 1854
- Depressaria pimpinellae Zeller, 1839
- Depressaria pulcherrimella Stainton, 1849
- Depressaria radiella (Goeze, 1783)
- Depressaria sordidatella Tengstrom, 1848
- Depressaria ultimella Stainton, 1849
- Ethmia bipunctella (Fabricius, 1775)
- Ethmia pusiella (Linnaeus, 1758)
- Ethmia quadrillella (Goeze, 1783)
- Ethmia terminella Fletcher, 1938
- Exaeretia ciniflonella (Lienig & Zeller, 1846)
- Exaeretia allisella Stainton, 1849
- Heinemannia laspeyrella (Hubner, 1796)
- Hypercallia citrinalis (Scopoli, 1763)
- Semioscopis avellanella (Hubner, 1793)
- Semioscopis oculella (Thunberg, 1794)
- Semioscopis steinkellneriana (Denis & Schiffermuller, 1775)
- Semioscopis strigulana (Denis & Schiffermuller, 1775)

### Endromidae
- Endromis versicolora (Linnaeus, 1758)

### Epermeniidae
- Epermenia chaerophyllella (Goeze, 1783)
- Epermenia illigerella (Hubner, 1813)
- Ochromolopis ictella (Hubner, 1813)

### Erebidae
- Amata phegea (Linnaeus, 1758)
- Arctia caja (Linnaeus, 1758)
- Arctia festiva (Hufnagel, 1766)
- Arctia villica (Linnaeus, 1758)
- Arctornis l-nigrum (Muller, 1764)
- Atolmis rubricollis (Linnaeus, 1758)
- Autophila asiatica (Staudinger, 1888)
- Autophila dilucida (Hubner, 1808)
- Autophila limbata (Staudinger, 1871)
- Callimorpha dominula (Linnaeus, 1758)
- Calliteara pudibunda (Linnaeus, 1758)
- Calyptra thalictri (Borkhausen, 1790)
- Catephia alchymista (Denis & Schiffermuller, 1775)
- Catocala adultera Menetries, 1856
- Catocala fraxini (Linnaeus, 1758)
- Catocala fulminea (Scopoli, 1763)
- Catocala nupta (Linnaeus, 1767)
- Catocala nymphagoga (Esper, 1787)
- Catocala pacta (Linnaeus, 1758)
- Catocala promissa (Denis & Schiffermuller, 1775)
- Catocala sponsa (Linnaeus, 1767)
- Colobochyla salicalis (Denis & Schiffermuller, 1775)
- Coscinia cribraria (Linnaeus, 1758)
- Coscinia striata (Linnaeus, 1758)
- Cybosia mesomella (Linnaeus, 1758)
- Diacrisia sannio (Linnaeus, 1758)
- Diaphora mendica (Clerck, 1759)
- Dicallomera fascelina (Linnaeus, 1758)
- Dysgonia algira (Linnaeus, 1767)
- Eilema complana (Linnaeus, 1758)
- Eilema depressa (Esper, 1787)
- Eilema griseola (Hubner, 1803)
- Eilema lurideola (Zincken, 1817)
- Eilema lutarella (Linnaeus, 1758)
- Eilema palliatella (Scopoli, 1763)
- Eilema pygmaeola (Doubleday, 1847)
- Eilema sororcula (Hufnagel, 1766)
- Eublemma minutata (Fabricius, 1794)
- Euclidia mi (Clerck, 1759)
- Euclidia glyphica (Linnaeus, 1758)
- Euplagia quadripunctaria (Poda, 1761)
- Euproctis chrysorrhoea (Linnaeus, 1758)
- Euproctis similis (Fuessly, 1775)
- Grammodes stolida (Fabricius, 1775)
- Gynaephora selenitica (Esper, 1789)
- Herminia grisealis (Denis & Schiffermuller, 1775)
- Herminia tarsicrinalis (Knoch, 1782)
- Herminia tarsipennalis (Treitschke, 1835)
- Hypena crassalis (Fabricius, 1787)
- Hypena proboscidalis (Linnaeus, 1758)
- Hypena rostralis (Linnaeus, 1758)
- Hypenodes humidalis Doubleday, 1850
- Hyphoraia aulica (Linnaeus, 1758)
- Idia calvaria (Denis & Schiffermuller, 1775)
- Laelia coenosa (Hubner, 1808)
- Laspeyria flexula (Denis & Schiffermuller, 1775)
- Leucoma salicis (Linnaeus, 1758)
- Lithosia quadra (Linnaeus, 1758)
- Lygephila craccae (Denis & Schiffermuller, 1775)
- Lygephila pastinum (Treitschke, 1826)
- Lygephila procax (Hubner, 1813)
- Lygephila viciae (Hubner, 1822)
- Lymantria dispar (Linnaeus, 1758)
- Lymantria monacha (Linnaeus, 1758)
- Macrochilo cribrumalis (Hubner, 1793)
- Miltochrista miniata (Forster, 1771)
- Minucia lunaris (Denis & Schiffermuller, 1775)
- Nudaria mundana (Linnaeus, 1761)
- Orgyia antiquoides (Hubner, 1822)
- Orgyia recens (Hubner, 1819)
- Orgyia antiqua (Linnaeus, 1758)
- Paracolax tristalis (Fabricius, 1794)
- Parascotia fuliginaria (Linnaeus, 1761)
- Parasemia plantaginis (Linnaeus, 1758)
- Pechipogo plumigeralis Hubner, 1825
- Pechipogo strigilata (Linnaeus, 1758)
- Pelosia muscerda (Hufnagel, 1766)
- Pericallia matronula (Linnaeus, 1758)
- Phragmatobia fuliginosa (Linnaeus, 1758)
- Phragmatobia luctifera (Denis & Schiffermuller, 1775)
- Phytometra viridaria (Clerck, 1759)
- Polypogon gryphalis (Herrich-Schaffer, 1851)
- Polypogon tentacularia (Linnaeus, 1758)
- Rhyparia purpurata (Linnaeus, 1758)
- Rivula sericealis (Scopoli, 1763)
- Schrankia costaestrigalis (Stephens, 1834)
- Schrankia taenialis (Hubner, 1809)
- Scoliopteryx libatrix (Linnaeus, 1758)
- Setina irrorella (Linnaeus, 1758)
- Simplicia rectalis (Eversmann, 1842)
- Spilosoma lubricipeda (Linnaeus, 1758)
- Spilosoma lutea (Hufnagel, 1766)
- Spilosoma urticae (Esper, 1789)
- Thumatha senex (Hubner, 1808)
- Tyria jacobaeae (Linnaeus, 1758)
- Utetheisa pulchella (Linnaeus, 1758)
- Zanclognatha lunalis (Scopoli, 1763)
- Zanclognatha zelleralis (Wocke, 1850)

### Eriocraniidae
- Eriocrania semipurpurella (Stephens, 1835)
- Eriocrania sparrmannella (Bosc, 1791)

### Gelechiidae
- Acompsia cinerella (Clerck, 1759)
- Altenia perspersella (Wocke, 1862)
- Altenia scriptella (Hubner, 1796)
- Anacampsis blattariella (Hubner, 1796)
- Anacampsis populella (Clerck, 1759)
- Anacampsis temerella (Lienig & Zeller, 1846)
- Anarsia lineatella Zeller, 1839
- Aproaerema anthyllidella (Hubner, 1813)
- Argolamprotes micella (Denis & Schiffermuller, 1775)
- Aristotelia brizella (Treitschke, 1833)
- Aristotelia ericinella (Zeller, 1839)
- Aroga velocella (Duponchel, 1838)
- Athrips mouffetella (Linnaeus, 1758)
- Athrips pruinosella (Lienig & Zeller, 1846)
- Brachmia blandella (Fabricius, 1798)
- Brachmia dimidiella (Denis & Schiffermuller, 1775)
- Bryotropha desertella (Douglas, 1850)
- Bryotropha galbanella (Zeller, 1839)
- Bryotropha plantariella (Tengstrom, 1848)
- Bryotropha senectella (Zeller, 1839)
- Bryotropha similis (Stainton, 1854)
- Bryotropha terrella (Denis & Schiffermuller, 1775)
- Carpatolechia alburnella (Zeller, 1839)
- Carpatolechia fugitivella (Zeller, 1839)
- Carpatolechia notatella (Hubner, 1813)
- Carpatolechia proximella (Hubner, 1796)
- Caryocolum blandella (Douglas, 1852)
- Caryocolum cassella (Walker, 1864)
- Caryocolum fischerella (Treitschke, 1833)
- Caryocolum kroesmanniella (Herrich-Schaffer, 1854)
- Caryocolum tricolorella (Haworth, 1812)
- Caryocolum vicinella (Douglas, 1851)
- Chionodes continuella (Zeller, 1839)
- Chionodes distinctella (Zeller, 1839)
- Chionodes electella (Zeller, 1839)
- Chionodes fumatella (Douglas, 1850)
- Chrysoesthia drurella (Fabricius, 1775)
- Chrysoesthia sexguttella (Thunberg, 1794)
- Cosmardia moritzella (Treitschke, 1835)
- Dichomeris alacella (Zeller, 1839)
- Dichomeris derasella (Denis & Schiffermuller, 1775)
- Dichomeris juniperella (Linnaeus, 1761)
- Dichomeris limosellus (Schlager, 1849)
- Dichomeris rasilella (Herrich-Schaffer, 1854)
- Dichomeris ustalella (Fabricius, 1794)
- Eulamprotes atrella (Denis & Schiffermuller, 1775)
- Eulamprotes superbella (Zeller, 1839)
- Eulamprotes unicolorella (Duponchel, 1843)
- Eulamprotes wilkella (Linnaeus, 1758)
- Exoteleia dodecella (Linnaeus, 1758)
- Filatima incomptella (Herrich-Schaffer, 1854)
- Gelechia cuneatella Douglas, 1852
- Gelechia hippophaella (Schrank, 1802)
- Gelechia jakovlevi Krulikovsky, 1905
- Gelechia muscosella Zeller, 1839
- Gelechia nigra (Haworth, 1828)
- Gelechia rhombella (Denis & Schiffermuller, 1775)
- Gelechia rhombelliformis Staudinger, 1871
- Gelechia sabinellus (Zeller, 1839)
- Gelechia scotinella Herrich-Schaffer, 1854
- Gelechia sestertiella Herrich-Schaffer, 1854
- Gelechia sororculella (Hubner, 1817)
- Gelechia turpella (Denis & Schiffermuller, 1775)
- Gelechia sirotina Omelko, 1986
- Gnorimoschema epithymella (Staudinger, 1859)
- Helcystogramma lineolella (Zeller, 1839)
- Helcystogramma rufescens (Haworth, 1828)
- Hypatima rhomboidella (Linnaeus, 1758)
- Isophrictis striatella (Denis & Schiffermuller, 1775)
- Metzneria aestivella (Zeller, 1839)
- Metzneria ehikeella Gozmany, 1954
- Metzneria lappella (Linnaeus, 1758)
- Metzneria metzneriella (Stainton, 1851)
- Metzneria neuropterella (Zeller, 1839)
- Mirificarma mulinella (Zeller, 1839)
- Monochroa cytisella (Curtis, 1837)
- Monochroa elongella (Heinemann, 1870)
- Monochroa ferrea (Frey, 1870)
- Monochroa hornigi (Staudinger, 1883)
- Monochroa sepicolella (Herrich-Schaffer, 1854)
- Monochroa simplicella (Lienig & Zeller, 1846)
- Monochroa suffusella (Douglas, 1850)
- Monochroa tenebrella (Hubner, 1817)
- Neofaculta ericetella (Geyer, 1832)
- Neofaculta infernella (Herrich-Schaffer, 1854)
- Neofriseria peliella (Treitschke, 1835)
- Neofriseria singula (Staudinger, 1876)
- Parachronistis albiceps (Zeller, 1839)
- Pexicopia malvella (Hubner, 1805)
- Prolita sexpunctella (Fabricius, 1794)
- Pseudotelphusa paripunctella (Thunberg, 1794)
- Pseudotelphusa scalella (Scopoli, 1763)
- Psoricoptera gibbosella (Zeller, 1839)
- Ptocheuusa inopella (Zeller, 1839)
- Recurvaria leucatella (Clerck, 1759)
- Recurvaria nanella (Denis & Schiffermuller, 1775)
- Scrobipalpa acuminatella (Sircom, 1850)
- Scrobipalpa artemisiella (Treitschke, 1833)
- Scrobipalpa atriplicella (Fischer von Roslerstamm, 1841)
- Scrobipalpa clintoni Povolny, 1968
- Scrobipalpa murinella (Duponchel, 1843)
- Scrobipalpa obsoletella (Fischer von Roslerstamm, 1841)
- Scrobipalpa pauperella (Heinemann, 1870)
- Scrobipalpa proclivella (Fuchs, 1886)
- Scrobipalpula psilella (Herrich-Schaffer, 1854)
- Sitotroga cerealella (Olivier, 1789)
- Sophronia chilonella (Treitschke, 1833)
- Sophronia humerella (Denis & Schiffermuller, 1775)
- Sophronia semicostella (Hubner, 1813)
- Sophronia sicariellus (Zeller, 1839)
- Stenolechia gemmella (Linnaeus, 1758)
- Syncopacma cinctella (Clerck, 1759)
- Teleiodes flavimaculella (Herrich-Schaffer, 1854)
- Teleiodes luculella (Hubner, 1813)
- Teleiodes wagae (Nowicki, 1860)
- Teleiopsis diffinis (Haworth, 1828)
- Thiotricha subocellea (Stephens, 1834)

### Geometridae
- Abraxas grossulariata (Linnaeus, 1758)
- Abraxas sylvata (Scopoli, 1763)
- Acasis viretata (Hubner, 1799)
- Aethalura punctulata (Denis & Schiffermuller, 1775)
- Agriopis leucophaearia (Denis & Schiffermuller, 1775)
- Agriopis marginaria (Fabricius, 1776)
- Alcis jubata (Thunberg, 1788)
- Alcis repandata (Linnaeus, 1758)
- Alsophila aceraria (Denis & Schiffermuller, 1775)
- Alsophila aescularia (Denis & Schiffermuller, 1775)
- Angerona prunaria (Linnaeus, 1758)
- Anticollix sparsata (Treitschke, 1828)
- Apeira syringaria (Linnaeus, 1758)
- Aplocera efformata (Guenee, 1858)
- Aplocera plagiata (Linnaeus, 1758)
- Archiearis parthenias (Linnaeus, 1761)
- Arichanna melanaria (Linnaeus, 1758)
- Ascotis selenaria (Denis & Schiffermuller, 1775)
- Aspitates gilvaria (Denis & Schiffermuller, 1775)
- Asthena albulata (Hufnagel, 1767)
- Asthena anseraria (Herrich-Schaffer, 1855)
- Baptria tibiale (Esper, 1791)
- Biston betularia (Linnaeus, 1758)
- Biston strataria (Hufnagel, 1767)
- Boudinotiana notha (Hubner, 1803)
- Bupalus piniaria (Linnaeus, 1758)
- Cabera exanthemata (Scopoli, 1763)
- Cabera pusaria (Linnaeus, 1758)
- Campaea margaritaria (Linnaeus, 1761)
- Camptogramma bilineata (Linnaeus, 1758)
- Carsia sororiata (Hubner, 1813)
- Catarhoe cuculata (Hufnagel, 1767)
- Cepphis advenaria (Hubner, 1790)
- Chariaspilates formosaria (Eversmann, 1837)
- Chiasmia clathrata (Linnaeus, 1758)
- Chlorissa cloraria (Hubner, 1813)
- Chlorissa viridata (Linnaeus, 1758)
- Chloroclysta siterata (Hufnagel, 1767)
- Chloroclystis v-ata (Haworth, 1809)
- Cleora cinctaria (Denis & Schiffermuller, 1775)
- Cleorodes lichenaria (Hufnagel, 1767)
- Colostygia pectinataria (Knoch, 1781)
- Colotois pennaria (Linnaeus, 1761)
- Comibaena bajularia (Denis & Schiffermuller, 1775)
- Cosmorhoe ocellata (Linnaeus, 1758)
- Costaconvexa polygrammata (Borkhausen, 1794)
- Crocallis elinguaria (Linnaeus, 1758)
- Cyclophora linearia (Hubner, 1799)
- Cyclophora porata (Linnaeus, 1767)
- Cyclophora punctaria (Linnaeus, 1758)
- Cyclophora albipunctata (Hufnagel, 1767)
- Cyclophora annularia (Fabricius, 1775)
- Cyclophora pendularia (Clerck, 1759)
- Cyclophora quercimontaria (Bastelberger, 1897)
- Deileptenia ribeata (Clerck, 1759)
- Dysstroma citrata (Linnaeus, 1761)
- Dysstroma truncata (Hufnagel, 1767)
- Ecliptopera capitata (Herrich-Schaffer, 1839)
- Ecliptopera silaceata (Denis & Schiffermuller, 1775)
- Ectropis crepuscularia (Denis & Schiffermuller, 1775)
- Electrophaes corylata (Thunberg, 1792)
- Ematurga atomaria (Linnaeus, 1758)
- Ennomos alniaria (Linnaeus, 1758)
- Ennomos autumnaria (Werneburg, 1859)
- Ennomos erosaria (Denis & Schiffermuller, 1775)
- Ennomos fuscantaria (Haworth, 1809)
- Ennomos quercinaria (Hufnagel, 1767)
- Epione repandaria (Hufnagel, 1767)
- Epione vespertaria (Linnaeus, 1767)
- Epirranthis diversata (Denis & Schiffermuller, 1775)
- Epirrhoe alternata (Muller, 1764)
- Epirrhoe galiata (Denis & Schiffermuller, 1775)
- Epirrhoe hastulata (Hubner, 1790)
- Epirrhoe rivata (Hubner, 1813)
- Epirrhoe tristata (Linnaeus, 1758)
- Epirrita autumnata (Borkhausen, 1794)
- Epirrita dilutata (Denis & Schiffermuller, 1775)
- Erannis defoliaria (Clerck, 1759)
- Euchoeca nebulata (Scopoli, 1763)
- Eulithis mellinata (Fabricius, 1787)
- Eulithis populata (Linnaeus, 1758)
- Eulithis prunata (Linnaeus, 1758)
- Eulithis pyropata (Hubner, 1809)
- Eulithis testata (Linnaeus, 1761)
- Euphyia biangulata (Haworth, 1809)
- Euphyia unangulata (Haworth, 1809)
- Eupithecia abietaria (Goeze, 1781)
- Eupithecia absinthiata (Clerck, 1759)
- Eupithecia analoga Djakonov, 1926
- Eupithecia assimilata Doubleday, 1856
- Eupithecia cauchiata (Duponchel, 1831)
- Eupithecia centaureata (Denis & Schiffermuller, 1775)
- Eupithecia conterminata (Lienig, 1846)
- Eupithecia denotata (Hubner, 1813)
- Eupithecia egenaria Herrich-Schaffer, 1848
- Eupithecia exiguata (Hubner, 1813)
- Eupithecia extraversaria Herrich-Schaffer, 1852
- Eupithecia gelidata Moschler, 1860
- Eupithecia icterata (de Villers, 1789)
- Eupithecia indigata (Hubner, 1813)
- Eupithecia innotata (Hufnagel, 1767)
- Eupithecia intricata (Zetterstedt, 1839)
- Eupithecia lanceata (Hubner, 1825)
- Eupithecia lariciata (Freyer, 1841)
- Eupithecia linariata (Denis & Schiffermuller, 1775)
- Eupithecia millefoliata Rossler, 1866
- Eupithecia nanata (Hubner, 1813)
- Eupithecia ochridata Schutze & Pinker, 1968
- Eupithecia pimpinellata (Hubner, 1813)
- Eupithecia plumbeolata (Haworth, 1809)
- Eupithecia pusillata (Denis & Schiffermuller, 1775)
- Eupithecia pygmaeata (Hubner, 1799)
- Eupithecia satyrata (Hubner, 1813)
- Eupithecia simpliciata (Haworth, 1809)
- Eupithecia sinuosaria (Eversmann, 1848)
- Eupithecia subfuscata (Haworth, 1809)
- Eupithecia subumbrata (Denis & Schiffermuller, 1775)
- Eupithecia succenturiata (Linnaeus, 1758)
- Eupithecia tantillaria Boisduval, 1840
- Eupithecia tenuiata (Hubner, 1813)
- Eupithecia tripunctaria Herrich-Schaffer, 1852
- Eupithecia trisignaria Herrich-Schaffer, 1848
- Eupithecia valerianata (Hubner, 1813)
- Eupithecia venosata (Fabricius, 1787)
- Eupithecia virgaureata Doubleday, 1861
- Eupithecia vulgata (Haworth, 1809)
- Eustroma reticulata (Denis & Schiffermuller, 1775)
- Gagitodes sagittata (Fabricius, 1787)
- Gandaritis pyraliata (Denis & Schiffermuller, 1775)
- Geometra papilionaria (Linnaeus, 1758)
- Gymnoscelis rufifasciata (Haworth, 1809)
- Hemistola chrysoprasaria (Esper, 1795)
- Hemithea aestivaria (Hubner, 1789)
- Horisme tersata (Denis & Schiffermuller, 1775)
- Horisme vitalbata (Denis & Schiffermuller, 1775)
- Hydrelia flammeolaria (Hufnagel, 1767)
- Hydrelia sylvata (Denis & Schiffermuller, 1775)
- Hydria cervinalis (Scopoli, 1763)
- Hydria undulata (Linnaeus, 1758)
- Hydriomena furcata (Thunberg, 1784)
- Hydriomena impluviata (Denis & Schiffermuller, 1775)
- Hydriomena ruberata (Freyer, 1831)
- Hylaea fasciaria (Linnaeus, 1758)
- Hypomecis roboraria (Denis & Schiffermuller, 1775)
- Idaea aversata (Linnaeus, 1758)
- Idaea biselata (Hufnagel, 1767)
- Idaea degeneraria (Hubner, 1799)
- Idaea deversaria (Herrich-Schaffer, 1847)
- Idaea dimidiata (Hufnagel, 1767)
- Idaea emarginata (Linnaeus, 1758)
- Idaea fuscovenosa (Goeze, 1781)
- Idaea humiliata (Hufnagel, 1767)
- Idaea moniliata (Denis & Schiffermuller, 1775)
- Idaea muricata (Hufnagel, 1767)
- Idaea ochrata (Scopoli, 1763)
- Idaea pallidata (Denis & Schiffermuller, 1775)
- Idaea seriata (Schrank, 1802)
- Idaea serpentata (Hufnagel, 1767)
- Idaea straminata (Borkhausen, 1794)
- Idaea sylvestraria (Hubner, 1799)
- Jodis lactearia (Linnaeus, 1758)
- Jodis putata (Linnaeus, 1758)
- Lampropteryx otregiata (Metcalfe, 1917)
- Lampropteryx suffumata (Denis & Schiffermuller, 1775)
- Larentia clavaria (Haworth, 1809)
- Ligdia adustata (Denis & Schiffermuller, 1775)
- Lithostege farinata (Hufnagel, 1767)
- Lithostege griseata (Denis & Schiffermuller, 1775)
- Lobophora halterata (Hufnagel, 1767)
- Lomaspilis marginata (Linnaeus, 1758)
- Lomographa bimaculata (Fabricius, 1775)
- Lomographa temerata (Denis & Schiffermuller, 1775)
- Lycia hirtaria (Clerck, 1759)
- Lycia pomonaria (Hubner, 1790)
- Lythria cruentaria (Hufnagel, 1767)
- Lythria purpuraria (Linnaeus, 1758)
- Macaria alternata (Denis & Schiffermuller, 1775)
- Macaria artesiaria (Denis & Schiffermuller, 1775)
- Macaria brunneata (Thunberg, 1784)
- Macaria liturata (Clerck, 1759)
- Macaria notata (Linnaeus, 1758)
- Macaria signaria (Hubner, 1809)
- Macaria wauaria (Linnaeus, 1758)
- Martania taeniata (Stephens, 1831)
- Melanthia procellata (Denis & Schiffermuller, 1775)
- Mesoleuca albicillata (Linnaeus, 1758)
- Mesotype didymata (Linnaeus, 1758)
- Mesotype parallelolineata (Retzius, 1783)
- Minoa murinata (Scopoli, 1763)
- Narraga fasciolaria (Hufnagel, 1767)
- Nycterosea obstipata (Fabricius, 1794)
- Odezia atrata (Linnaeus, 1758)
- Odontopera bidentata (Clerck, 1759)
- Operophtera brumata (Linnaeus, 1758)
- Operophtera fagata (Scharfenberg, 1805)
- Opisthograptis luteolata (Linnaeus, 1758)
- Orthonama vittata (Borkhausen, 1794)
- Ourapteryx sambucaria (Linnaeus, 1758)
- Paradarisa consonaria (Hubner, 1799)
- Parectropis similaria (Hufnagel, 1767)
- Pasiphila chloerata (Mabille, 1870)
- Pasiphila debiliata (Hubner, 1817)
- Pasiphila rectangulata (Linnaeus, 1758)
- Pelurga comitata (Linnaeus, 1758)
- Pennithera firmata (Hubner, 1822)
- Perconia strigillaria (Hubner, 1787)
- Peribatodes rhomboidaria (Denis & Schiffermuller, 1775)
- Perizoma affinitata (Stephens, 1831)
- Perizoma albulata (Denis & Schiffermuller, 1775)
- Perizoma alchemillata (Linnaeus, 1758)
- Perizoma bifaciata (Haworth, 1809)
- Perizoma blandiata (Denis & Schiffermuller, 1775)
- Perizoma flavofasciata (Thunberg, 1792)
- Perizoma hydrata (Treitschke, 1829)
- Perizoma minorata (Treitschke, 1828)
- Petrophora chlorosata (Scopoli, 1763)
- Phibalapteryx virgata (Hufnagel, 1767)
- Phigalia pilosaria (Denis & Schiffermuller, 1775)
- Philereme transversata (Hufnagel, 1767)
- Philereme vetulata (Denis & Schiffermuller, 1775)
- Plagodis dolabraria (Linnaeus, 1767)
- Plagodis pulveraria (Linnaeus, 1758)
- Plemyria rubiginata (Denis & Schiffermuller, 1775)
- Pseudopanthera macularia (Linnaeus, 1758)
- Pseudoterpna pruinata (Hufnagel, 1767)
- Pterapherapteryx sexalata (Retzius, 1783)
- Rheumaptera hastata (Linnaeus, 1758)
- Rhodostrophia vibicaria (Clerck, 1759)
- Scopula flaccidaria (Zeller, 1852)
- Scopula floslactata (Haworth, 1809)
- Scopula immutata (Linnaeus, 1758)
- Scopula incanata (Linnaeus, 1758)
- Scopula marginepunctata (Goeze, 1781)
- Scopula ternata Schrank, 1802
- Scopula caricaria (Reutti, 1853)
- Scopula corrivalaria (Kretschmar, 1862)
- Scopula decorata (Denis & Schiffermuller, 1775)
- Scopula immorata (Linnaeus, 1758)
- Scopula nemoraria (Hubner, 1799)
- Scopula nigropunctata (Hufnagel, 1767)
- Scopula ornata (Scopoli, 1763)
- Scopula rubiginata (Hufnagel, 1767)
- Scopula virgulata (Denis & Schiffermuller, 1775)
- Scotopteryx chenopodiata (Linnaeus, 1758)
- Scotopteryx luridata (Hufnagel, 1767)
- Scotopteryx moeniata (Scopoli, 1763)
- Scotopteryx mucronata (Scopoli, 1763)
- Selenia dentaria (Fabricius, 1775)
- Selenia lunularia (Hubner, 1788)
- Selenia tetralunaria (Hufnagel, 1767)
- Siona lineata (Scopoli, 1763)
- Spargania luctuata (Denis & Schiffermuller, 1775)
- Stegania cararia (Hubner, 1790)
- Synopsia sociaria (Hubner, 1799)
- Thalera fimbrialis (Scopoli, 1763)
- Thera juniperata (Linnaeus, 1758)
- Thera obeliscata (Hubner, 1787)
- Thera variata (Denis & Schiffermuller, 1775)
- Thetidia smaragdaria (Fabricius, 1787)
- Timandra comae Schmidt, 1931
- Trichopteryx carpinata (Borkhausen, 1794)
- Venusia blomeri (Curtis, 1832)
- Xanthorhoe biriviata (Borkhausen, 1794)
- Xanthorhoe designata (Hufnagel, 1767)
- Xanthorhoe ferrugata (Clerck, 1759)
- Xanthorhoe fluctuata (Linnaeus, 1758)
- Xanthorhoe montanata (Denis & Schiffermuller, 1775)
- Xanthorhoe quadrifasiata (Clerck, 1759)
- Xanthorhoe spadicearia (Denis & Schiffermuller, 1775)

### Glyphipterigidae
- Acrolepiopsis assectella (Zeller, 1839)
- Glyphipterix forsterella (Fabricius, 1781)
- Glyphipterix thrasonella (Scopoli, 1763)

### Gracillariidae
- Acrocercops brongniardella (Fabricius, 1798)
- Callisto denticulella (Thunberg, 1794)
- Callisto insperatella (Nickerl, 1864)
- Caloptilia alchimiella (Scopoli, 1763)
- Calybites phasianipennella (Hubner, 1813)
- Gracillaria syringella (Fabricius, 1794)
- Micrurapteryx kollariella (Zeller, 1839)
- Parectopa ononidis (Zeller, 1839)
- Parornix anglicella (Stainton, 1850)
- Parornix betulae (Stainton, 1854)
- Parornix devoniella (Stainton, 1850)
- Parornix finitimella (Zeller, 1850)
- Parornix scoticella (Stainton, 1850)
- Parornix torquillella (Zeller, 1850)
- Phyllonorycter acerifoliella (Zeller, 1839)
- Phyllonorycter apparella (Herrich-Schaffer, 1855)
- Phyllonorycter blancardella (Fabricius, 1781)
- Phyllonorycter cerasicolella (Herrich-Schaffer, 1855)
- Phyllonorycter coryli (Nicelli, 1851)
- Phyllonorycter corylifoliella (Hubner, 1796)
- Phyllonorycter emberizaepenella (Bouche, 1834)
- Phyllonorycter insignitella (Zeller, 1846)
- Phyllonorycter junoniella (Zeller, 1846)
- Phyllonorycter klemannella (Fabricius, 1781)
- Phyllonorycter kuhlweiniella (Zeller, 1839)
- Phyllonorycter muelleriella (Zeller, 1839)
- Phyllonorycter nicellii (Stainton, 1851)
- Phyllonorycter nigrescentella (Logan, 1851)
- Phyllonorycter oxyacanthae (Frey, 1856)
- Phyllonorycter pastorella (Zeller, 1846)
- Phyllonorycter populifoliella (Treitschke, 1833)
- Phyllonorycter quercifoliella (Zeller, 1839)
- Phyllonorycter rajella (Linnaeus, 1758)
- Phyllonorycter sagitella (Bjerkander, 1790)
- Phyllonorycter salicicolella (Sircom, 1848)
- Phyllonorycter salictella (Zeller, 1846)
- Phyllonorycter sorbi (Frey, 1855)
- Phyllonorycter spinicolella (Zeller, 1846)
- Phyllonorycter ulmifoliella (Hubner, 1817)

### Heliozelidae
- Heliozela sericiella (Haworth, 1828)

### Hepialidae
- Hepialus humuli (Linnaeus, 1758)
- Pharmacis fusconebulosa (DeGeer, 1778)
- Pharmacis lupulina (Linnaeus, 1758)
- Phymatopus hecta (Linnaeus, 1758)
- Triodia sylvina (Linnaeus, 1761)

### Incurvariidae
- Incurvaria masculella (Denis & Schiffermuller, 1775)
- Incurvaria pectinea Haworth, 1828

### Lasiocampidae
- Cosmotriche lobulina (Denis & Schiffermuller, 1775)
- Dendrolimus pini (Linnaeus, 1758)
- Eriogaster lanestris (Linnaeus, 1758)
- Euthrix potatoria (Linnaeus, 1758)
- Gastropacha quercifolia (Linnaeus, 1758)
- Gastropacha populifolia (Denis & Schiffermuller, 1775)
- Lasiocampa quercus (Linnaeus, 1758)
- Lasiocampa trifolii (Denis & Schiffermuller, 1775)
- Macrothylacia rubi (Linnaeus, 1758)
- Malacosoma castrensis (Linnaeus, 1758)
- Malacosoma neustria (Linnaeus, 1758)
- Odonestis pruni (Linnaeus, 1758)
- Phyllodesma ilicifolia (Linnaeus, 1758)
- Trichiura crataegi (Linnaeus, 1758)

### Limacodidae
- Apoda limacodes (Hufnagel, 1766)
- Heterogenea asella (Denis & Schiffermuller, 1775)

### Lyonetiidae
- Leucoptera laburnella (Stainton, 1851)
- Leucoptera lustratella (Herrich-Schaffer, 1855)
- Leucoptera malifoliella (O. Costa, 1836)
- Leucoptera sinuella (Reutti, 1853)
- Leucoptera spartifoliella (Hubner, 1813)
- Lyonetia clerkella (Linnaeus, 1758)
- Lyonetia ledi Wocke, 1859
- Lyonetia prunifoliella (Hubner, 1796)

### Micropterigidae
- Micropterix aruncella (Scopoli, 1763)
- Micropterix aureatella (Scopoli, 1763)
- Micropterix calthella (Linnaeus, 1761)

### Momphidae
- Mompha idaei (Zeller, 1839)
- Mompha bradleyi Riedl, 1965
- Mompha conturbatella (Hubner, 1819)
- Mompha epilobiella (Denis & Schiffermuller, 1775)
- Mompha sturnipennella (Treitschke, 1833)
- Mompha subbistrigella (Haworth, 1828)
- Mompha locupletella (Denis & Schiffermuller, 1775)
- Mompha raschkiella (Zeller, 1839)

### Nepticulidae
- Ectoedemia argyropeza (Zeller, 1839)
- Ectoedemia occultella (Linnaeus, 1767)
- Ectoedemia turbidella (Zeller, 1848)
- Ectoedemia decentella (Herrich-Schaffer, 1855)
- Ectoedemia sericopeza (Zeller, 1839)
- Stigmella incognitella (Herrich-Schaffer, 1855)
- Stigmella luteella (Stainton, 1857)

### Noctuidae
- Abrostola asclepiadis (Denis & Schiffermuller, 1775)
- Abrostola tripartita (Hufnagel, 1766)
- Abrostola triplasia (Linnaeus, 1758)
- Acontia trabealis (Scopoli, 1763)
- Acronicta aceris (Linnaeus, 1758)
- Acronicta leporina (Linnaeus, 1758)
- Acronicta strigosa (Denis & Schiffermuller, 1775)
- Acronicta alni (Linnaeus, 1767)
- Acronicta cuspis (Hubner, 1813)
- Acronicta psi (Linnaeus, 1758)
- Acronicta tridens (Denis & Schiffermuller, 1775)
- Acronicta auricoma (Denis & Schiffermuller, 1775)
- Acronicta cinerea (Hufnagel, 1766)
- Acronicta euphorbiae (Denis & Schiffermuller, 1775)
- Acronicta menyanthidis (Esper, 1789)
- Acronicta rumicis (Linnaeus, 1758)
- Actinotia polyodon (Clerck, 1759)
- Aedia funesta (Esper, 1786)
- Agrochola lychnidis (Denis & Schiffermuller, 1775)
- Agrochola helvola (Linnaeus, 1758)
- Agrochola litura (Linnaeus, 1758)
- Agrochola nitida (Denis & Schiffermuller, 1775)
- Agrochola lota (Clerck, 1759)
- Agrochola macilenta (Hubner, 1809)
- Agrochola laevis (Hubner, 1803)
- Agrochola circellaris (Hufnagel, 1766)
- Agrotis bigramma (Esper, 1790)
- Agrotis cinerea (Denis & Schiffermuller, 1775)
- Agrotis clavis (Hufnagel, 1766)
- Agrotis exclamationis (Linnaeus, 1758)
- Agrotis ipsilon (Hufnagel, 1766)
- Agrotis segetum (Denis & Schiffermuller, 1775)
- Agrotis vestigialis (Hufnagel, 1766)
- Allophyes oxyacanthae (Linnaeus, 1758)
- Ammoconia caecimacula (Denis & Schiffermuller, 1775)
- Amphipoea fucosa (Freyer, 1830)
- Amphipoea lucens (Freyer, 1845)
- Amphipoea oculea (Linnaeus, 1761)
- Amphipyra berbera Rungs, 1949
- Amphipyra livida (Denis & Schiffermuller, 1775)
- Amphipyra perflua (Fabricius, 1787)
- Amphipyra pyramidea (Linnaeus, 1758)
- Amphipyra tragopoginis (Clerck, 1759)
- Anarta myrtilli (Linnaeus, 1761)
- Anarta dianthi (Tauscher, 1809)
- Anarta trifolii (Hufnagel, 1766)
- Anorthoa munda (Denis & Schiffermuller, 1775)
- Antitype chi (Linnaeus, 1758)
- Apamea anceps (Denis & Schiffermuller, 1775)
- Apamea aquila Donzel, 1837
- Apamea crenata (Hufnagel, 1766)
- Apamea epomidion (Haworth, 1809)
- Apamea furva (Denis & Schiffermuller, 1775)
- Apamea illyria Freyer, 1846
- Apamea lateritia (Hufnagel, 1766)
- Apamea lithoxylaea (Denis & Schiffermuller, 1775)
- Apamea monoglypha (Hufnagel, 1766)
- Apamea oblonga (Haworth, 1809)
- Apamea remissa (Hubner, 1809)
- Apamea scolopacina (Esper, 1788)
- Apamea sordens (Hufnagel, 1766)
- Apamea sublustris (Esper, 1788)
- Apamea unanimis (Hubner, 1813)
- Aporophyla lutulenta (Denis & Schiffermuller, 1775)
- Apterogenum ypsillon (Denis & Schiffermuller, 1775)
- Archanara dissoluta (Treitschke, 1825)
- Arenostola phragmitidis (Hubner, 1803)
- Asteroscopus sphinx (Hufnagel, 1766)
- Athetis pallustris (Hubner, 1808)
- Atypha pulmonaris (Esper, 1790)
- Autographa bractea (Denis & Schiffermuller, 1775)
- Autographa buraetica (Staudinger, 1892)
- Autographa gamma (Linnaeus, 1758)
- Autographa jota (Linnaeus, 1758)
- Autographa pulchrina (Haworth, 1809)
- Axylia putris (Linnaeus, 1761)
- Blepharita amica (Treitschke, 1825)
- Brachionycha nubeculosa (Esper, 1785)
- Brachylomia viminalis (Fabricius, 1776)
- Bryophila ereptricula Treitschke, 1825
- Bryophila raptricula (Denis & Schiffermuller, 1775)
- Bryophila domestica (Hufnagel, 1766)
- Calamia tridens (Hufnagel, 1766)
- Callopistria juventina (Stoll, 1782)
- Calophasia lunula (Hufnagel, 1766)
- Caradrina morpheus (Hufnagel, 1766)
- Caradrina clavipalpis Scopoli, 1763
- Caradrina selini Boisduval, 1840
- Celaena haworthii (Curtis, 1829)
- Ceramica pisi (Linnaeus, 1758)
- Cerapteryx graminis (Linnaeus, 1758)
- Cerastis leucographa (Denis & Schiffermuller, 1775)
- Cerastis rubricosa (Denis & Schiffermuller, 1775)
- Charanyca trigrammica (Hufnagel, 1766)
- Charanyca ferruginea (Esper, 1785)
- Chersotis cuprea (Denis & Schiffermuller, 1775)
- Chersotis transiens (Staudinger, 1897)
- Chilodes maritima (Tauscher, 1806)
- Chloantha hyperici (Denis & Schiffermuller, 1775)
- Colocasia coryli (Linnaeus, 1758)
- Conisania leineri (Freyer, 1836)
- Conistra rubiginosa (Scopoli, 1763)
- Conistra vaccinii (Linnaeus, 1761)
- Conistra erythrocephala (Denis & Schiffermuller, 1775)
- Conistra rubiginea (Denis & Schiffermuller, 1775)
- Coranarta cordigera (Thunberg, 1788)
- Cosmia trapezina (Linnaeus, 1758)
- Cosmia diffinis (Linnaeus, 1767)
- Cosmia pyralina (Denis & Schiffermuller, 1775)
- Cosmia affinis (Linnaeus, 1767)
- Craniophora ligustri (Denis & Schiffermuller, 1775)
- Cryphia algae (Fabricius, 1775)
- Crypsedra gemmea (Treitschke, 1825)
- Cucullia absinthii (Linnaeus, 1761)
- Cucullia artemisiae (Hufnagel, 1766)
- Cucullia balsamitae Boisduval, 1840
- Cucullia chamomillae (Denis & Schiffermuller, 1775)
- Cucullia fraudatrix Eversmann, 1837
- Cucullia praecana Eversmann, 1843
- Cucullia umbratica (Linnaeus, 1758)
- Cucullia lychnitis Rambur, 1833
- Cucullia scrophulariae (Denis & Schiffermuller, 1775)
- Cucullia verbasci (Linnaeus, 1758)
- Dasypolia templi (Thunberg, 1792)
- Deltote bankiana (Fabricius, 1775)
- Deltote deceptoria (Scopoli, 1763)
- Deltote uncula (Clerck, 1759)
- Deltote pygarga (Hufnagel, 1766)
- Denticucullus pygmina (Haworth, 1809)
- Diachrysia chrysitis (Linnaeus, 1758)
- Diachrysia stenochrysis (Warren, 1913)
- Diarsia brunnea (Denis & Schiffermuller, 1775)
- Diarsia dahlii (Hubner, 1813)
- Diarsia mendica (Fabricius, 1775)
- Diarsia rubi (Vieweg, 1790)
- Dichagyris signifera (Denis & Schiffermuller, 1775)
- Dicycla oo (Linnaeus, 1758)
- Diloba caeruleocephala (Linnaeus, 1758)
- Dryobotodes eremita (Fabricius, 1775)
- Dypterygia scabriuscula (Linnaeus, 1758)
- Elaphria venustula (Hubner, 1790)
- Enargia paleacea (Esper, 1788)
- Eremobia ochroleuca (Denis & Schiffermuller, 1775)
- Euchalcia modestoides Poole, 1989
- Euchalcia variabilis (Piller, 1783)
- Eugnorisma depuncta (Linnaeus, 1761)
- Euplexia lucipara (Linnaeus, 1758)
- Eupsilia transversa (Hufnagel, 1766)
- Eurois occulta (Linnaeus, 1758)
- Euxoa aquilina (Denis & Schiffermuller, 1775)
- Euxoa eruta (Hubner, 1817)
- Euxoa nigricans (Linnaeus, 1761)
- Euxoa obelisca (Denis & Schiffermuller, 1775)
- Euxoa recussa (Hubner, 1817)
- Globia algae (Esper, 1789)
- Globia sparganii (Esper, 1790)
- Graphiphora augur (Fabricius, 1775)
- Griposia aprilina (Linnaeus, 1758)
- Hada plebeja (Linnaeus, 1761)
- Hadena perplexa (Denis & Schiffermuller, 1775)
- Hadena compta (Denis & Schiffermuller, 1775)
- Hadena confusa (Hufnagel, 1766)
- Hadena filograna (Esper, 1788)
- Hecatera bicolorata (Hufnagel, 1766)
- Hecatera cappa (Hubner, 1809)
- Heliothis maritima Graslin, 1855
- Heliothis viriplaca (Hufnagel, 1766)
- Helotropha leucostigma (Hubner, 1808)
- Hoplodrina ambigua (Denis & Schiffermuller, 1775)
- Hoplodrina blanda (Denis & Schiffermuller, 1775)
- Hoplodrina octogenaria (Goeze, 1781)
- Hydraecia micacea (Esper, 1789)
- Hyppa rectilinea (Esper, 1788)
- Ipimorpha contusa (Freyer, 1849)
- Ipimorpha retusa (Linnaeus, 1761)
- Ipimorpha subtusa (Denis & Schiffermuller, 1775)
- Lacanobia contigua (Denis & Schiffermuller, 1775)
- Lacanobia suasa (Denis & Schiffermuller, 1775)
- Lacanobia thalassina (Hufnagel, 1766)
- Lacanobia oleracea (Linnaeus, 1758)
- Lacanobia w-latinum (Hufnagel, 1766)
- Lamprotes c-aureum (Knoch, 1781)
- Lasionycta imbecilla (Fabricius, 1794)
- Lasionycta proxima (Hubner, 1809)
- Lateroligia ophiogramma (Esper, 1794)
- Lenisa geminipuncta (Haworth, 1809)
- Leucania comma (Linnaeus, 1761)
- Leucania obsoleta (Hubner, 1803)
- Leucania putrescens (Hubner, 1824)
- Lithophane consocia (Borkhausen, 1792)
- Lithophane furcifera (Hufnagel, 1766)
- Lithophane lamda (Fabricius, 1787)
- Lithophane socia (Hufnagel, 1766)
- Litoligia literosa (Haworth, 1809)
- Luperina testacea (Denis & Schiffermuller, 1775)
- Lycophotia porphyrea (Denis & Schiffermuller, 1775)
- Macdunnoughia confusa (Stephens, 1850)
- Mamestra brassicae (Linnaeus, 1758)
- Melanchra persicariae (Linnaeus, 1761)
- Mesapamea secalella Remm, 1983
- Mesapamea secalis (Linnaeus, 1758)
- Mesogona acetosellae (Denis & Schiffermuller, 1775)
- Mesogona oxalina (Hubner, 1803)
- Mesoligia furuncula (Denis & Schiffermuller, 1775)
- Mniotype adusta (Esper, 1790)
- Mniotype bathensis (Lutzau, 1901)
- Mniotype satura (Denis & Schiffermuller, 1775)
- Moma alpium (Osbeck, 1778)
- Mythimna albipuncta (Denis & Schiffermuller, 1775)
- Mythimna ferrago (Fabricius, 1787)
- Mythimna l-album (Linnaeus, 1767)
- Mythimna conigera (Denis & Schiffermuller, 1775)
- Mythimna impura (Hubner, 1808)
- Mythimna pallens (Linnaeus, 1758)
- Mythimna straminea (Treitschke, 1825)
- Naenia typica (Linnaeus, 1758)
- Netrocerocora quadrangula (Eversmann, 1844)
- Noctua fimbriata (Schreber, 1759)
- Noctua janthina Denis & Schiffermuller, 1775
- Noctua orbona (Hufnagel, 1766)
- Noctua pronuba (Linnaeus, 1758)
- Nonagria typhae (Thunberg, 1784)
- Nyctobrya muralis (Forster, 1771)
- Ochropleura plecta (Linnaeus, 1761)
- Oligia fasciuncula (Haworth, 1809)
- Oligia latruncula (Denis & Schiffermuller, 1775)
- Oligia strigilis (Linnaeus, 1758)
- Oligia versicolor (Borkhausen, 1792)
- Opigena polygona (Denis & Schiffermuller, 1775)
- Orthosia gracilis (Denis & Schiffermuller, 1775)
- Orthosia opima (Hubner, 1809)
- Orthosia cerasi (Fabricius, 1775)
- Orthosia cruda (Denis & Schiffermuller, 1775)
- Orthosia miniosa (Denis & Schiffermuller, 1775)
- Orthosia populeti (Fabricius, 1775)
- Orthosia incerta (Hufnagel, 1766)
- Orthosia gothica (Linnaeus, 1758)
- Oxicesta geographica (Fabricius, 1787)
- Pachetra sagittigera (Hufnagel, 1766)
- Panemeria tenebrata (Scopoli, 1763)
- Panolis flammea (Denis & Schiffermuller, 1775)
- Panthea coenobita (Esper, 1785)
- Papestra biren (Goeze, 1781)
- Paradiarsia punicea (Hubner, 1803)
- Parastichtis suspecta (Hubner, 1817)
- Peridroma saucia (Hubner, 1808)
- Phlogophora meticulosa (Linnaeus, 1758)
- Phlogophora scita (Hubner, 1790)
- Photedes fluxa (Hubner, 1809)
- Photedes minima (Haworth, 1809)
- Plusia festucae (Linnaeus, 1758)
- Plusia putnami (Grote, 1873)
- Plusidia cheiranthi (Tauscher, 1809)
- Polia bombycina (Hufnagel, 1766)
- Polia hepatica (Clerck, 1759)
- Polia nebulosa (Hufnagel, 1766)
- Polychrysia moneta (Fabricius, 1787)
- Polymixis trisignata (Menetries, 1847)
- Protolampra sobrina (Duponchel, 1843)
- Pseudeustrotia candidula (Denis & Schiffermuller, 1775)
- Pyrrhia umbra (Hufnagel, 1766)
- Rhizedra lutosa (Hubner, 1803)
- Rhyacia simulans (Hufnagel, 1766)
- Senta flammea (Curtis, 1828)
- Sideridis rivularis (Fabricius, 1775)
- Sideridis reticulata (Goeze, 1781)
- Sideridis turbida (Esper, 1790)
- Simyra albovenosa (Goeze, 1781)
- Simyra nervosa (Denis & Schiffermuller, 1775)
- Spaelotis ravida (Denis & Schiffermuller, 1775)
- Subacronicta megacephala (Denis & Schiffermuller, 1775)
- Syngrapha interrogationis (Linnaeus, 1758)
- Syngrapha microgamma (Hubner, 1823)
- Thalpophila matura (Hufnagel, 1766)
- Tholera cespitis (Denis & Schiffermuller, 1775)
- Tholera decimalis (Poda, 1761)
- Tiliacea aurago (Denis & Schiffermuller, 1775)
- Tiliacea citrago (Linnaeus, 1758)
- Tiliacea sulphurago (Denis & Schiffermuller, 1775)
- Trachea atriplicis (Linnaeus, 1758)
- Trigonophora flammea (Esper, 1785)
- Tyta luctuosa (Denis & Schiffermuller, 1775)
- Xanthia gilvago (Denis & Schiffermuller, 1775)
- Xanthia icteritia (Hufnagel, 1766)
- Xanthia ocellaris (Borkhausen, 1792)
- Xanthia togata (Esper, 1788)
- Xestia c-nigrum (Linnaeus, 1758)
- Xestia ditrapezium (Denis & Schiffermuller, 1775)
- Xestia triangulum (Hufnagel, 1766)
- Xestia speciosa (Hubner, 1813)
- Xestia baja (Denis & Schiffermuller, 1775)
- Xestia castanea (Esper, 1798)
- Xestia stigmatica (Hubner, 1813)
- Xestia xanthographa (Denis & Schiffermuller, 1775)
- Xylena solidaginis (Hubner, 1803)
- Xylena exsoleta (Linnaeus, 1758)
- Xylena vetusta (Hubner, 1813)
- Xylocampa areola (Esper, 1789)

### Nolidae
- Bena bicolorana (Fuessly, 1775)
- Earias clorana (Linnaeus, 1761)
- Earias insulana (Boisduval, 1833)
- Earias vernana (Fabricius, 1787)
- Meganola albula (Denis & Schiffermuller, 1775)
- Meganola strigula (Denis & Schiffermuller, 1775)
- Nola aerugula (Hubner, 1793)
- Nola confusalis (Herrich-Schaffer, 1847)
- Nola cucullatella (Linnaeus, 1758)
- Nycteola degenerana (Hubner, 1799)
- Nycteola revayana (Scopoli, 1772)
- Pseudoips prasinana (Linnaeus, 1758)

### Notodontidae
- Cerura erminea (Esper, 1783)
- Cerura vinula (Linnaeus, 1758)
- Clostera anachoreta (Denis & Schiffermuller, 1775)
- Clostera anastomosis (Linnaeus, 1758)
- Clostera curtula (Linnaeus, 1758)
- Clostera pigra (Hufnagel, 1766)
- Drymonia dodonaea (Denis & Schiffermuller, 1775)
- Drymonia ruficornis (Hufnagel, 1766)
- Furcula bicuspis (Borkhausen, 1790)
- Furcula bifida (Brahm, 1787)
- Furcula furcula (Clerck, 1759)
- Gluphisia crenata (Esper, 1785)
- Harpyia milhauseri (Fabricius, 1775)
- Leucodonta bicoloria (Denis & Schiffermuller, 1775)
- Notodonta dromedarius (Linnaeus, 1767)
- Notodonta torva (Hubner, 1803)
- Notodonta tritophus (Denis & Schiffermuller, 1775)
- Notodonta ziczac (Linnaeus, 1758)
- Odontosia carmelita (Esper, 1799)
- Odontosia sieversii (Menetries, 1856)
- Peridea anceps (Goeze, 1781)
- Phalera bucephala (Linnaeus, 1758)
- Pheosia gnoma (Fabricius, 1776)
- Pheosia tremula (Clerck, 1759)
- Pterostoma palpina (Clerck, 1759)
- Ptilodon capucina (Linnaeus, 1758)
- Ptilophora plumigera (Denis & Schiffermuller, 1775)
- Pygaera timon (Hubner, 1803)
- Stauropus fagi (Linnaeus, 1758)

### Oecophoridae
- Bisigna procerella (Denis & Schiffermuller, 1775)
- Borkhausenia luridicomella (Herrich-Schaffer, 1856)
- Denisia similella (Hubner, 1796)
- Denisia stipella (Linnaeus, 1758)
- Endrosis sarcitrella (Linnaeus, 1758)
- Epicallima formosella (Denis & Schiffermuller, 1775)
- Harpella forficella (Scopoli, 1763)
- Hofmannophila pseudospretella (Stainton, 1849)
- Metalampra cinnamomea (Zeller, 1839)
- Pleurota bicostella (Clerck, 1759)

### Opostegidae
- Opostega salaciella (Treitschke, 1833)

### Peleopodidae
- Carcina quercana (Fabricius, 1775)

### Plutellidae
- Plutella xylostella (Linnaeus, 1758)

### Praydidae
- Atemelia torquatella (Lienig & Zeller, 1846)
- Prays fraxinella (Bjerkander, 1784)

### Prodoxidae
- Lampronia capitella (Clerck, 1759)
- Lampronia corticella (Linnaeus, 1758)

### Pterophoridae
- Agdistis adactyla (Hubner, 1819)
- Amblyptilia punctidactyla (Haworth, 1811)
- Buckleria paludum (Zeller, 1839)
- Emmelina monodactyla (Linnaeus, 1758)
- Hellinsia didactylites (Strom, 1783)
- Merrifieldia baliodactylus (Zeller, 1841)
- Merrifieldia tridactyla (Linnaeus, 1758)
- Oidaematophorus lithodactyla (Treitschke, 1833)
- Oxyptilus chrysodactyla (Denis & Schiffermuller, 1775)
- Oxyptilus parvidactyla (Haworth, 1811)
- Platyptilia calodactyla (Denis & Schiffermuller, 1775)
- Platyptilia tesseradactyla (Linnaeus, 1761)
- Pterophorus pentadactyla (Linnaeus, 1758)
- Stenoptilia pelidnodactyla (Stein, 1837)
- Stenoptilia pterodactyla (Linnaeus, 1761)
- Wheeleria obsoletus (Zeller, 1841)

### Pyralidae
- Homoeosoma inustella Ragonot, 1884
- Hypsopygia costalis (Fabricius, 1775)
- Hypsopygia glaucinalis (Linnaeus, 1758)
- Plodia interpunctella (Hubner, 1813)
- Pyralis regalis Denis & Schiffermuller, 1775
- Synaphe punctalis (Fabricius, 1775)
- Vitula biviella (Zeller, 1848)

### Saturniidae
- Aglia tau (Linnaeus, 1758)
- Saturnia pavonia (Linnaeus, 1758)

### Scythrididae
- Parascythris muelleri (Mann, 1871)
- Scythris apicalis (Zeller, 1847)
- Scythris bifissella (O. Hofmann, 1889)
- Scythris cicadella (Zeller, 1839)
- Scythris clavella (Zeller, 1855)
- Scythris cuspidella (Denis & Schiffermuller, 1775)
- Scythris disparella (Tengstrom, 1848)
- Scythris fuscoaenea (Haworth, 1828)
- Scythris fuscopterella Bengtsson, 1977
- Scythris inertella (Zeller, 1855)
- Scythris laminella (Denis & Schiffermuller, 1775)
- Scythris limbella (Fabricius, 1775)
- Scythris palustris (Zeller, 1855)
- Scythris picaepennis (Haworth, 1828)
- Scythris podoliensis Rebel, 1938
- Scythris productella (Zeller, 1839)
- Scythris pudorinella (Moschler, 1866)
- Scythris seliniella (Zeller, 1839)
- Scythris setiella (Zeller, 1870)
- Scythris sinensis (Felder & Rogenhofer, 1875)
- Scythris subseliniella (Heinemann, 1876)

### Sesiidae
- Bembecia ichneumoniformis (Denis & Schiffermuller, 1775)
- Chamaesphecia empiformis (Esper, 1783)
- Paranthrene tabaniformis (Rottemburg, 1775)
- Pennisetia hylaeiformis (Laspeyres, 1801)
- Pyropteron muscaeformis (Esper, 1783)
- Sesia apiformis (Clerck, 1759)
- Sesia melanocephala Dalman, 1816
- Synanthedon conopiformis (Esper, 1782)
- Synanthedon culiciformis (Linnaeus, 1758)
- Synanthedon formicaeformis (Esper, 1783)
- Synanthedon myopaeformis (Borkhausen, 1789)
- Synanthedon scoliaeformis (Borkhausen, 1789)
- Synanthedon spheciformis (Denis & Schiffermuller, 1775)
- Synanthedon tipuliformis (Clerck, 1759)
- Synanthedon vespiformis (Linnaeus, 1761)

### Sphingidae
- Acherontia atropos (Linnaeus, 1758)
- Agrius convolvuli (Linnaeus, 1758)
- Daphnis nerii (Linnaeus, 1758)
- Deilephila elpenor (Linnaeus, 1758)
- Deilephila porcellus (Linnaeus, 1758)
- Hemaris fuciformis (Linnaeus, 1758)
- Hemaris tityus (Linnaeus, 1758)
- Hyles euphorbiae (Linnaeus, 1758)
- Hyles gallii (Rottemburg, 1775)
- Hyles livornica (Esper, 1780)
- Laothoe amurensis (Staudinger, 1879)
- Laothoe populi (Linnaeus, 1758)
- Macroglossum stellatarum (Linnaeus, 1758)
- Marumba quercus (Denis & Schiffermuller, 1775)
- Mimas tiliae (Linnaeus, 1758)
- Proserpinus proserpina (Pallas, 1772)
- Smerinthus ocellata (Linnaeus, 1758)
- Sphinx ligustri Linnaeus, 1758
- Sphinx pinastri Linnaeus, 1758

### Stathmopodidae
- Stathmopoda pedella (Linnaeus, 1761)

### Tineidae
- Archinemapogon yildizae Kocak, 1981
- Elatobia fuliginosella (Lienig & Zeller, 1846)
- Haplotinea ditella (Pierce & Metcalfe, 1938)
- Haplotinea insectella (Fabricius, 1794)
- Monopis imella (Hubner, 1813)
- Monopis laevigella (Denis & Schiffermuller, 1775)
- Monopis monachella (Hubner, 1796)
- Monopis obviella (Denis & Schiffermuller, 1775)
- Morophaga choragella (Denis & Schiffermuller, 1775)
- Nemapogon cloacella (Haworth, 1828)
- Nemapogon granella (Linnaeus, 1758)
- Nemapogon nigralbella (Zeller, 1839)
- Nemapogon picarella (Clerck, 1759)
- Nemapogon quercicolella (Zeller, 1852)
- Nemapogon variatella (Clemens, 1859)
- Nemaxera betulinella (Fabricius, 1787)
- Neurothaumasia ankerella (Mann, 1867)
- Niditinea fuscella (Linnaeus, 1758)
- Scardia boletella (Fabricius, 1794)
- Tinea columbariella Wocke, 1877
- Tinea nonimella (Zagulajev, 1955)
- Tinea pellionella Linnaeus, 1758
- Tinea trinotella Thunberg, 1794
- Tineola bisselliella (Hummel, 1823)
- Triaxomera fulvimitrella (Sodoffsky, 1830)
- Triaxomera parasitella (Hubner, 1796)
- Trichophaga tapetzella (Linnaeus, 1758)

### Tischeriidae
- Coptotriche angusticollella (Duponchel, 1843)
- Coptotriche marginea (Haworth, 1828)
- Tischeria decidua Wocke, 1876
- Tischeria ekebladella (Bjerkander, 1795)

### Tortricidae
- Endothenia pullana (Haworth, 1811)

### Yponomeutidae
- Cedestis gysseleniella Zeller, 1839
- Cedestis subfasciella (Stephens, 1834)
- Euhyponomeuta stannella (Thunberg, 1788)
- Ocnerostoma piniariella Zeller, 1847
- Swammerdamia caesiella (Hubner, 1796)
- Swammerdamia pyrella (Villers, 1789)
- Yponomeuta cagnagella (Hubner, 1813)
- Yponomeuta evonymella (Linnaeus, 1758)
- Yponomeuta irrorella (Hubner, 1796)
- Yponomeuta malinellus Zeller, 1838
- Yponomeuta padella (Linnaeus, 1758)
- Yponomeuta plumbella (Denis & Schiffermuller, 1775)
- Yponomeuta rorrella (Hubner, 1796)

### Ypsolophidae
- Ochsenheimeria taurella (Denis & Schiffermuller, 1775)
- Ochsenheimeria vacculella Fischer von Roslerstamm, 1842
- Ypsolopha asperella (Linnaeus, 1761)
- Ypsolopha dentella (Fabricius, 1775)
- Ypsolopha falcella (Denis & Schiffermuller, 1775)
- Ypsolopha mucronella (Scopoli, 1763)
- Ypsolopha scabrella (Linnaeus, 1761)
- Ypsolopha sequella (Clerck, 1759)

### Zygaenidae
- Adscita statices (Linnaeus, 1758)
- Jordanita globulariae (Hubner, 1793)
- Rhagades pruni (Denis & Schiffermuller, 1775)
- Zygaena carniolica (Scopoli, 1763)
- Zygaena cynarae (Esper, 1789)
- Zygaena laeta (Hubner, 1790)
- Zygaena minos (Denis & Schiffermuller, 1775)
- Zygaena purpuralis (Brunnich, 1763)
- Zygaena angelicae Ochsenheimer, 1808
- Zygaena ephialtes (Linnaeus, 1767)
- Zygaena filipendulae (Linnaeus, 1758)
- Zygaena lonicerae (Scheven, 1777)
- Zygaena loti (Denis & Schiffermuller, 1775)
- Zygaena osterodensis Reiss, 1921
- Zygaena viciae (Denis & Schiffermuller, 1775)